# Rysslands ekonomi
Rysslands ekonomi består huvudsakligen av industri och råvarutillverkning, främst av olja och naturgas. Intäkterna från fossila bränslen (inräknat olja, oljeprodukter, kol och naturgas) utgör i allmänhet ungefär hälften av landets exportinkomster. Landet har under 1990-talet och början av 2000-talet präglats av arvet från Sovjetunionen med tung industri, en relativt ineffektiv produktion och eftersläpning i teknologisk standard. Industrisektorn är emellertid stadigt växande, särskilt tillverkningsindustrin, och 2020 stod industrisektorn för ungefär en tredjedel av BNP.

## Historia

### Republik inom Sovjetunionen
Som en republik inom Sovjetunionen spelade Ryssland en nyckelroll i att utveckla hela unionens ekonomi, inte minst genom sin storlek och naturresurser. Redan under 1920- och 30-talen kunde Rysslands resurser nyttjas till att utveckla gruvnäring, metallframställning, bygga upp ett energinätverk, järnväg och tung industri. Några årtionden senare, under 1960-talet, påbörjades en ny industrialiseringsfas som kom att ge ett bestående effekt på den ryska ekonomin. Det handlade bland annat om att fortsätta utveckla elproduktionen, samt olje- och gasindustrin och de kemiska industrierna. Från statligt håll ansträngde man sig även för att diversifiera industrin, något som ledde till en långsammare produktionsökning av konsumtionsvaror. Mot slutet av Sovjetunionen saktade ekonomin ner för att sedan röra sig neråt, innan den till slut kollapsade. En bidragande faktor i den ekonomiska nedgången var att olika brister i industritillverkningen doldes av den officiella statistiken.

### Ekonomisk utveckling efter Sovjetunionens upplösning

#### Omställning till marknadsekonomi under 1990-talet
Efter Sovjetunionens upplösning omvandlades den tidigare centralplanerade och ur många aspekter relativt ineffektiva produktionen till en marknadsekonomi med fri prissättning och konkurrens. Övergången från planekonomi var på många sätt plågsam och tuff för ryssarna. Under 1990-talet sjönk levnadsstandarden kraftigt för breda befolkningsgrupper: medellivslängden för män minskade från 64 till 57 år, antalet anmälda brott fördubblades, tre gånger fler mord begicks och det begicks fyra gånger fler självmord under perioden jämfört med Västeuropa. Rent ekonomiskt minskade produktionen och många stora industriföretag upphörde att verka. När priserna (som tidigare varit hårt reglerade av staten) 1991 släpptes fria ökade de i rekordfart, mellan december 1991 och december 1992 hade priserna på konsumentvaror ökad med 2 500 %. Statsbudgeten drogs med ständiga underskott och Ryssland blev svårt skuldsatt. I slutet av 1900-talet föll Rysslands statsfinanser samman och landet tvingades under finanskrisen 1998 att ställa in sina betalningar. Denna finanskrasch visade sig senare - åtminstone på medellång sikt - vara positiv för den ryska ekonomin. Med ökade exportvinster och minskad import fick Ryssland en stadig tillväxt på omkring 7 procent per år under 2000-talets början.
Under 90-talet hade ägandet i landet koncentrerats till ett fåtal mycket rika personer och flera utländska storföretag började köpa in sig i den ryska industrin. När Putin blev president år 2000 förändrades detta, statens inflytande över näringslivet ökade vilket minskade de utländska investerarnas lust att satsa pengar i Ryssland. Samtidigt genomfördes en serie nya reformer för att stärka landets marknadsekonomi, reglerna för företag förenklades liksom skattelagstiftningen. Detta kom att leda till att statsbudgeten började visa överskott.

#### Finanskrisen 2008
När den globala finanskrisen slog till hösten 2008 kunde Ryssland tack vare stora inkomster från export av olja och naturgas hålla upp rubelns värde och rädda flera inhemska företag och banker från att gå i konkurs. Mot slutet av året så föll kurserna på Moskvabörsen kraftigt och rubelns värde skrevs ned med totalt cirka 20 procent och valutareserven krympte kraftigt. År 2009 tvingas centralbanken än en gång sänka värdet på rubeln som nådde sin lägsta nivå mot dollarn på nära 6 år. Bruttonationalprodukten, BNP, minskade under 2009 med nästan totalt 8 procent, från 1 661 miljarder USA-dollar till 1 223 miljarder USA-dollar, och arbetslösheten ökade. Ryssland hämtade sig sedan förhållandevis snabbt och under 2010 och 2011 uppvisade landet en tillväxt på 4 procent. År 2012 hade Ryssland ett BNP på 14 178 USA-dollar per invånare.

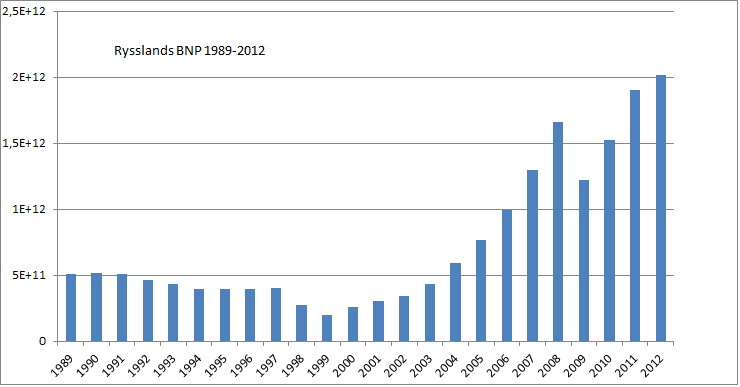
Rysslands BNP-utveckling 1989–2012.

Ett problem med den ryska ekonomin är att det finns väldigt få små och medelstora företag. Detta antas bero på att bankerna, som ägs av oligarkerna, är oerhört korrupta. Bankernas affärsidé verkar främst vara att understödja oligarkernas övriga företag, och det är därför i princip omöjligt att finansiera starten av ett företag för gemene man. Europeiska unionen och Världsbanken har dock inlett projekt för att försöka bygga upp ett mer oberoende banksystem.[källa behövs] Putin har också emellanåt tagit till kontroversiella "krafttag" mot oligarkerna; bland annat arresterades Rysslands rikaste man Michail Chodorkovskij 2003, anklagad för att ha tillförskansat sig företag vid Jeltsins privatisering på oegentliga sätt. Fängslandet av Chodorkovskij anses dock samtidigt, både av flera ryska och utländska bedömare, att vara politiskt motiverat. Händelser som dessa har också fått analytiker att tvivla på den ryska ekonomins stabilitet, då de flesta av dagens företagsledare i Ryssland antagligen gjort sig skyldiga till brott vid övergången från planekonomi till försök till marknadsekonomi.

## Handel
Ryssland har enorma naturtillgångar där beroendet av råvaruproduktionen är väldigt stort. Naturgas, olja, oljeprodukter och kol står för cirka hälften av landets exportintäkter, år 2010 exporterade Ryssland 243 260 000 ton råolja. Rysslands omfattande olje- och gasexport ger landet ett stort överskott i handeln med utlandet men det starka beroendet av denna sektor gör den ryska ekonomin extremt sårbart för plötsliga prisfall på råvarumarknaden. De viktigaste importvarorna består av maskiner, livsmedel och fordon. Rysslands viktigaste handelspartner är USA, Tyskland, Storbritannien, Kina och Italien. Ryssland har också ett partnerskaps- och samarbetsavtal gällande handel med EU som trädde i kraft år 1995.
Efter många år av förhandlingar blev Ryssland år 2011 medlem i världshandelsorganisationen WTO. Detta underlättade handeln betydligt för Ryssland som till större del öppnades upp för omvärlden. En rad restriktioner för den ryska exporten till EU hade hävts och handeln med EU kom att stå för över hälften av den ryska utrikeshandeln. Varuexporten uppgick till 529 104 miljoner USA-dollar år 2012. Varuimporten uppgick till 335 830 miljoner USA-dollar samma år. År 2009 uppgick bytesbalansen till 49 433 miljoner USA-dollar och år 2011 uppgick handelsbalansen till 198 181 miljoner USA-dollar. Importen av varor och tjänster utgjorde 22 procent år 2010.

Under senare år har landets handel dock i tilltagande utsträckning drabbats av sanktioner från olika länder, främst som ett resultat av landets konflikt med Ukraina.

### Internationella relationer och samarbeten
Efter att Sovjetunionen upplöstes övertog Ryssland den största delen av Sovjetunionens internationella förpliktelser och rättigheter. Till exempel övertog Ryssland, till stor del på grund av sin bibehållna status som atommakt, Sovjetunionens permanenta plats i FN:s säkerhetsråd. Efter unionsupplösningen närmade sig flera forna medlemmar sovjetunionen väst, och även försvarsalliansen Nato, och detta betraktades som icke önskvärt av Ryssland. Relationen till USA är ansträngd och parterna ses ofta inta motsatta sidor vid konflikter. Rysslands relation med EU var långa tider relativt god, men problem kvarstod hela tiden, och har förvärrats i och med Ukraina-krisen. Ryssland deltar aktivt i en del regionala samarbetsorganisationer som till exempel Östersjöstaternas råd. OSS är ett samarbete mellan de gamla sovjetiska staterna som uppkom år 1992, här är Ryssland medlem. Rysslands relation med Kina har länge varit bra och på senare tid har den blivit ännu bättre i och med den växande handeln mellan staterna.

### Ukraina-konfliktens inverkan på ekonomi och utrikesrelationer
Under 2014 övergick Ryssland till att bruka militär makt och vapenvåld för att lösa sina konflikter med Ukraina, vilket har skapat oro, missnöje och protester från stora delar av världen. Ryssland har sedan dess ofta och i stigande grad kritiserats av framför allt västvärlden för sin militära aggression mot Ukraina.
Rysslands relationer till stora delar av omvärlden försämrades drastiskt av att Ryssland i februari 2022 beslutade att utöka sitt användande av militär makt gentemot Ukraina och inleda en storskalig invasion av landet. Detta ledde till en mängd internationella fördömanden och efterföljande sanktioner. Sveriges statsminister konstaterade till exempel att invasionen var oprovocerad, olaglig och oförsvarlig. Rysslands agerande kallades av Europeiska rådets ordförande Charles Michel för "geopolitisk terrorism".
Några av åtgärderna:
- Handelssanktioner från ett stort antal länder
- Uteslutande av en rad ryska banker från det internationella betalningssystemet SWIFT
- Frysning av den ryska centralbankens tillgångar i utlandet
- Frysning de utländska tillgångarna hos en rad personer som anses stå Putin-regimen nära
- Utestängning från deltagande i olika idrottstävlingar och internationella kulturevenemang

Staters och internationella organisationers sanktioner mot Ryssland tillsammans med avståndstagande av både det internationella näringslivet och civilsamhället, resulterade i att Rysslands deltagande i utbyten med dessa reducerades i hög grad. Däremot avstod samtidigt en rad länder – inklusive Brasilien, Indien, Kina och Mexiko – från att delta i sanktioner mot landet. Tre av dessa länder deltar tillsammans med Ryssland i Brics-samarbetet, en ekonomisk samarbetsorganisation som samlar stora ekonomier utanför G7-samarbetet.
Trots sanktioner fortgår dock omvärldens handel med till exempel rysk gas och olja. Bland annat har Sberbank och andra ryska banker som underlättar handeln med rysk gas och olja fått behålla sin tillgång till det internationella betalningssystemet SWIFT. Att minst ett hundratal internationella företag på kort tid lagt ner sin verksamhet i Ryssland har dock lett till bristsituationer för vissa varor och tjänster, liksom kraftiga prisstegringar på drabbade produkter. Rysslands medielandskap domineras i början av 2020-talet helt av statstyrda medier, vilket lett till svårigheter för Rysslands befolkning att få en fullständig bild över den förändrade situationen och dess orsaker.

## Näringsliv

### Jordbruk
| Åkerarealens användning i Ryssland 2004 (kilohektar) | Åkerarealens användning i Ryssland 2004 (kilohektar) | Åkerarealens användning i Ryssland 2004 (kilohektar) | Åkerarealens användning i Ryssland 2004 (kilohektar) | Åkerarealens användning i Ryssland 2004 (kilohektar) | Åkerarealens användning i Ryssland 2004 (kilohektar) | Åkerarealens användning i Ryssland 2004 (kilohektar) | Åkerarealens användning i Ryssland 2004 (kilohektar) | Åkerarealens användning i Ryssland 2004 (kilohektar) | Åkerarealens användning i Ryssland 2004 (kilohektar) |
| ---------------------------------------------------- | ---------------------------------------------------- | ---------------------------------------------------- | ---------------------------------------------------- | ---------------------------------------------------- | ---------------------------------------------------- | ---------------------------------------------------- | ---------------------------------------------------- | ---------------------------------------------------- | ---------------------------------------------------- |
|                                                      | Vete                                                 | Råg                                                  | Korn                                                 | Havre                                                | Majs                                                 | Sorghum                                              | Ris                                                  | Potatis                                              | Sockerbetor                                          |
| Ryssland                                             | 22 920                                               | 1 860                                                | 9 562                                                | 3 286                                                | 870                                                  | 26                                                   | 125                                                  | 3 130                                                | 790                                                  |

| Den totala skördens storlek i Ryssland 2004 (kiloton) | Den totala skördens storlek i Ryssland 2004 (kiloton) | Den totala skördens storlek i Ryssland 2004 (kiloton) | Den totala skördens storlek i Ryssland 2004 (kiloton) | Den totala skördens storlek i Ryssland 2004 (kiloton) | Den totala skördens storlek i Ryssland 2004 (kiloton) | Den totala skördens storlek i Ryssland 2004 (kiloton) | Den totala skördens storlek i Ryssland 2004 (kiloton) | Den totala skördens storlek i Ryssland 2004 (kiloton) | Den totala skördens storlek i Ryssland 2004 (kiloton) |
| ----------------------------------------------------- | ----------------------------------------------------- | ----------------------------------------------------- | ----------------------------------------------------- | ----------------------------------------------------- | ----------------------------------------------------- | ----------------------------------------------------- | ----------------------------------------------------- | ----------------------------------------------------- | ----------------------------------------------------- |
|                                                       | Vete                                                  | Råg                                                   | Korn                                                  | Havre                                                 | Majs                                                  | Sorghum                                               | Ris                                                   | Potatis                                               | Sockerbetor                                           |
| Ryssland                                              | 45 413                                                | 2 872                                                 | 17 180                                                | 4 955                                                 | 3 516                                                 | 44                                                    | 471                                                   | 35 914                                                | 21 848                                                |

| Den totala köttproduktionen Ryssland 2004 (kiloton) | Den totala köttproduktionen Ryssland 2004 (kiloton) | Den totala köttproduktionen Ryssland 2004 (kiloton) | Den totala köttproduktionen Ryssland 2004 (kiloton) |
| --------------------------------------------------- | --------------------------------------------------- | --------------------------------------------------- | --------------------------------------------------- |
|                                                     | Nötkött inklusive buffelkött                        | Får och getkött                                     | Griskött                                            |
| Ryssland                                            | 1 951                                               | 144                                                 | 1 644                                               |

| Förvärvsarbetande befolkning inom jordbruk med binäringar 2003 | Förvärvsarbetande befolkning inom jordbruk med binäringar 2003           | Förvärvsarbetande befolkning inom jordbruk med binäringar 2003 |
| -------------------------------------------------------------- | ------------------------------------------------------------------------ | -------------------------------------------------------------- |
|                                                                | Förvärvsarbetande befolkning inom jordbruk med binäringar (kilopersoner) | I procent av den totala förvärvsarbetande befolkningen         |
| Ryssland                                                       | 7 571                                                                    | 9,7                                                            |

### Råvaror
Ryssland har enorma naturtillgångar där beroendet av råvaruproduktionen är väldigt stort. Naturgas, olja, oljeprodukter och kol står för cirka hälften av landets exportintäkter, år 2010 exporterade Ryssland 243 260 000 ton råolja.

## Transporter

### Flygbolag
Baserat på flottstorlek och antal destinationer var de största flygbolagen i Ryssland år 2024:
- Aeroflot
- Rossiya Airlines
- S7 Airlines
- UTair
- Ural Airlines
- Yamal Airlines

### Järnvägar
Ryssland är ett av de länder i världen som har längst järnvägsnät, 85 500 kilometer. Till skillnad från de flesta europeiska länder har man bredspår.
Järnvägen drivs av Rysslands järnvägar.